# Dragaš
Dragaš je općina na jugozapadu Kosova u regiji Gora. Općina je stvorena spajanjem općina Gora i Opolje. 
Sjedište joj je gradić Dragaš (alb. Dragash). 
Sa zapada ju omeđiva planina Koritnik, a s juga Šar-planina.

## Stanovništvo
Pored Albanaca brojem vrlo značajnu zajednicu čine i Goranci,  koji se po ovom predjelu i zovu. Goranci su u općini Gora činili apsolutnu većinu stanovništva, dok su u općini Dragaš u manjini u odnosu na Albance. Značajnija naselja Gore su: Dikance, Brod, Reselica, Globočica i Dragaš.